# 艾金章克申 (伊利諾伊州)
艾金章克申（英語：Akin Junction）是位於美國伊利諾伊州富蘭克林縣的一個非建制地區。該地的面積和人口皆未知。

## 地理
艾金章克申的座標為37°00′36″N 88°45′41″W / 37.01000°N 88.76139°W，而該地的平均海拔高度為132米（即433英尺）。